# Andrew Green
Andrew Green (14 de junho de 1965) é um projetista e engenheiro automotivo britânico que atualmente ocupa o cargo de chefe técnico da equipe de Fórmula 1 da Aston Martin.

## Carreira no automobilismo
Green estudou engenharia mecânica. Em 1987 ele começou a trabalhar como engenheiro projetista na Reynard Cars, e fez sua estreia na indústria automobilística na equipe de Fórmula 3000. Ele ajudou Adrian Reynard a projetar o seu primeiro chassi da Fórmula 3000 para a temporada de 1988. O carro ganhou em sua estreia. Gary Anderson juntou-se ao elenco e os dois realizaram um excelente trabalho - tanto que quando Eddie Jordan pediu que Anderson se mudasse para sua nova equipe, Gary trouxe Green com ele. Com isso, em 1990, ele tornou-se membro do departamento de projeto da equipe Jordan Grand Prix, trabalhando com Gary Anderson e Mark Smith (Anderson projetou o chassi, Green cuidou da suspensão e Smith a transmissão), ele permanece nessa equipe até 1995. Depois de passar esse período como projetista, em 1996, Green tornou-se engenheiro de corrida de Rubens Barrichello e, no ao seguinte, de Ralf Schumacher.
Ele voltou a sua carreira de projetista, em 1997, após receber uma oferta vinda da British American Racing (BAR), ele ajudou Malcolm Oastler com o projeto do primeiro carro da equipe, o BAR 01, que competiu a temporada de 1999. Porém, os carros não foram um sucesso. Após deixar a equipe, em 2002, ele fundou sua própria empresa de design, trabalhando para a Jaguar Racing, Green ficou mesmo após a aquisição da equipe pela Red Bull que transformou-a na Red Bull Racing para disputar a temporada de 2005.
Em 2008, ele estabeleceu sua própria empresa de consultoria e se juntou à Force India em junho de 2010 como diretor de engenharia. Green foi promovido ao cargo de diretor técnico da equipe indiana no início de 2011, depois que Mark Smith se mudou para a Team Lotus.
Green permaneceu no mesmo cargo após a aquisição da Force India por um consórcio liderado por Lawrence Stroll que transformou a equipe na Racing Point Force India para disputar a segunda metade da temporada de 2018, na Racing Point entre 2019 e 2020 e na Aston Martin a partir de 2021. Em junho de 2021, como parte de uma reestruturação técnica, a Aston Martin confirmou a promoção de Green ao cargo de chefe técnico.